# Geschichte des Wahrsagens
Als Wahrsagen, Wahrsagung oder Mantik werden zahlreiche Praktiken und Methoden zusammengefasst, die dazu dienen sollen, zukünftige Ereignisse vorherzusagen oder anderweitig verborgenes Wissen zu erlangen, das den gewöhnlichen Sinneswahrnehmungen nicht zugänglich sei.

## Frühzeit
Wahrsagen ist historisch in allen Gesellschaften und Zeitaltern nachgewiesen, aus denen es Schriftzeugnisse gibt. Nach den ältesten schriftlichen Dokumenten, die man im Nahen Osten fand, kam ihm in jener Zeit eine grundlegende soziale Rolle zu. Im 3. vorchristlichen Jahrtausend wird bereits eine Fülle einschlägiger Praktiken genannt, darunter die Weissagung mit einer Schale Wasser oder Öl, Vorhersagen anhand von Missbildungen (Teratomantie) und die Anwendung der aus der Traumdeutung gewonnenen Erkenntnisse. Die ausgefeilteste Technik war damals die Vorhersage anhand der Betrachtung der Eingeweide speziell dafür geschlachteter Opfertiere (Haruspizium). Die dabei streng befolgten Verfahren waren derart verfeinert, dass daraus auf eine noch sehr viel weiter zurückreichende Vorgeschichte geschlossen werden konnte, und sie erforderten eine sehr präzise morphologische und anatomische Beobachtung.
Von Anfang an wurde nur göttlichen Wesen eine Kenntnis der Zukunft zugeschrieben. Die Götter, so meinte man, sendeten aber Zeichen, deren Deutung es dem Menschen erlaubte, die Zukunft immerhin zu erahnen. Dem lag ein Glaube an die Existenz von Entsprechungen zugrunde: Entsprechungen zwischen dem Makrokosmos und dem Mikrokosmos (Astrologie) und Entsprechungen zwischen der göttlichen und der menschlichen Welt. Die Spezialisten der mantischen Disziplinen machten Aufzeichnungen über beobachtete Zusammenhänge von Ereignissen, werteten diese aus und sammelten so ein immer komplexeres Wissen an. Darin kommt ein deterministisches Weltbild und eine fatalistische Haltung zum Ausdruck. Es konnte jedoch durchaus ein Glaube an die Wirksamkeit von Magie damit verbunden sein; der Zeichendeuter konnte dank seiner Kenntnisse zugleich ein Zauberer sein, zumal die Wahrsagungen zumeist nur Tendenzen angaben.
In Palästina war das Wahrsagen im 2. vorchristlichen Jahrtausend sehr verbreitet, wie nach der modernen Exegese zahlreiche Stellen im Alten Testament belegen. Und das gilt für die Hebräer ebenso wie für die anderen dortigen Völker. Erst ab der Wende zum letzten vorchristlichen Jahrtausend versuchten die religiösen Autoren, die Wahrsager auszurotten oder zu vertreiben, was aber trotz erheblicher Anstrengungen nur mäßigen Erfolg hatte.
Von großer Bedeutung war das Wahrsagen auch bei den Germanen und bei den Kelten, die ebenfalls vielfältige Verfahren anwendeten, darunter die Weissagung aus Tierstimmen oder aus dem Flug der Vögel. Bei den Kelten hatten die Spezialisten des Wahrsagens, die Druiden, erheblichen Einfluss auf die Politik, in die sie sich mitunter sogar aktiv einmischten. Die Alektryomantie anhand des Verhaltens eines Hahnes war in Afrika aber auch in Griechenland verbreitet.
Bei den meisten archaischen Völkern findet sich außerdem eine „Proto-Astrologie“, die im Unterschied zur eigentlichen Astrologie kaum mathematische Kenntnisse erfordert. Gut bekannt ist ihre Ausprägung im alten Babylonien gut tausend Jahre vor Beginn unserer Zeitrechnung. Hier wurde das Himmelsgewölbe in konkreter Entsprechung zur irdischen Welt gedacht. Einzelne Sternbilder wurden bestimmten Städten zugeordnet, die beweglichen Planeten bestimmten Personen oder auch Staaten. Man beobachtete die Bewegungen der Himmelslichter und die Veränderungen ihrer Leuchtkraft und deutete diese als Vorboten wichtiger Ereignisse, die zumeist die Politik und das sonstige Schicksal der gesamten Gesellschaft betrafen. Damit verbunden war ein hochgradiger Determinismus, der in Formulierungen zum Ausdruck kommt wie: „Wenn der Mond den Planeten Jupiter verdunkelt, dann wird in diesem Jahr ein König sterben“.
Eine weitere Form der Weissagung, die schon in archaischer Zeit bei allen Völkern bekannt war, ist die Prophetie. Propheten verkünden die Worte von Göttern und werden daher nicht zu den Wahrsagern gerechnet, welche äußere Zeichen deuten.

## Griechische Antike

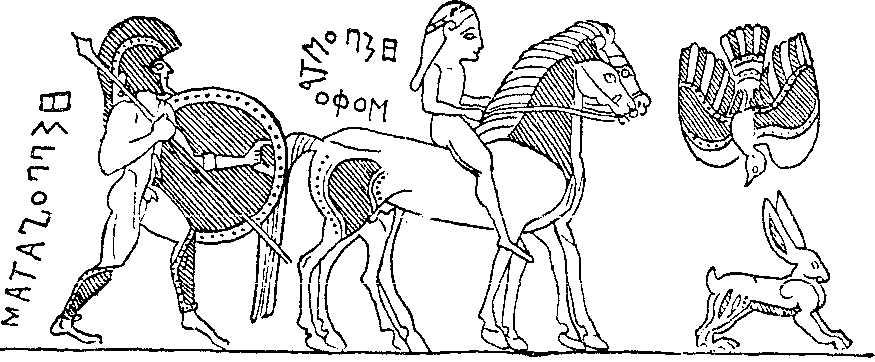
Ornithomantie, Wahrsagen aus dem Vogelflug

Im antiken Griechenland wurde das Wahrsagen ursprünglich als eine Gabe betrachtet, die auserwählten Personen durch die Götter verliehen wird. Dadurch sollten diese Heroen in der Lage sein, die Zeichen der Götter zu verstehen, wobei diese jedoch so menschlich vorgestellt wurden, dass sie ihre Botschaften oft absichtlich kompliziert und verwirrend gestalteten. Später wurde das Wahrsagen zu einer erlernbaren Wissenschaft entwickelt, in der (soweit überliefert) an die 230 verschiedene Methoden gebräuchlich waren. „Die Griechen lassen kein Mittel außer acht, um sich über die Zukunft zu informieren“ (Georges Minois). Einen bevorzugten Platz nahm dabei die Traumdeutung ein, weil Träume als unmittelbare göttliche Mitteilungen angesehen wurden, die allerdings vielfach allegorisch seien und daher einer Auslegung bedurften. Der Glaube an diese Bedeutung der Träume war allgemein verbreitet; selbst unter den größten Skeptikern zweifelten nur wenige daran. Minois bezeichnet die damaligen Experten der Oneiromantie als „ausgezeichnete Psychologen (...), die Klugheit mit Kenntnis der menschlichen Seele verbinden“.
Eine weitere Spezialität der alten Griechen war die intuitive oder inspirierte Divination mit der Sonderform des Orakels. Auch hierbei handelt es sich um Mitteilungen der Götter, die jedoch – oft in Ekstase – von Propheten ausgesprochen wurden. Im Fall der Orakel war die göttliche Botschaft zunächst dunkel und rätselhaft, weshalb es neben den zahlreichen Orakelstätten selbst noch wesentlich zahlreichere Exegeten gab, deren Aufgabe darin bestand, die Bedeutung der übermittelten Botschaften zu entziffern. Die bedeutendste Orakelstätte in Delphi, die von Priestern des Gottes Apollon verwaltet wurde, bestand über tausend Jahre lang, und das trotz der immer wieder erhobenen Kritik an der kolossalen Bereicherung der profitierenden Priesterschaft und an der Unzuverlässigkeit, ja sogar Käuflichkeit der Vorhersagen. Wegen der Dunkelheit der Formulierungen konnte das Nichteintreffen einer Prophezeiung immer damit erklärt werden, dass der Orakelspruch schlecht gedeutet worden war, und auch dass Apollon aus irgendwelchen Gründen einmal absichtlich eine falsche Auskunft gegeben haben könnte, wurde in solchen Fällen in Erwägung gezogen. Der Einfluss der Orakel auf die Politik war enorm und offenbar vielfach stark von den eigenen Interessen bestimmt. Minois spricht sogar von einer „Futurokratie“, also einer Herrschaft der (angeblichen) Zukunft.
Als die Orakelstätten immer mehr an Glaubwürdigkeit einbüßten und das allgemeine Interesse sich von Weissagungen kollektiver Schicksale ab- und dem Individuum zuwandte, trat die Astrologie auf den Plan: die Kunst, das individuelle Schicksal aufgrund der Konstellation der Planeten am Tag der Geburt vorherzusagen. Die erste Astrologieschule der hellenistischen Welt gründete der Babylonier Berossos gegen Ende des vierten vorchristlichen Jahrhunderts auf der Insel Kos. Seine Vorhersagen machten ihn bald sehr berühmt, und seine Lehren fanden vor allem bei der geistigen Elite Anklang, während das gemeine Volk weitgehend an der herkömmlichen Wahrsagung festhielt. Die Astrologie kam dem zunehmenden Streben nach Rationalität und gedanklicher Strenge entgegen; sie wurde als Wissenschaft betrachtet. Das Meisterwerk der hellenistischen Astrologie, die Tetrabiblos des Ptolemaios (Mitte des 2. Jh. n. Chr.), baut auf dessen astronomischem Grundwerk Almagest auf, welches für den Autor nur eine notwendige Vorarbeit für das wesentliche Ziel war, mit Hilfe der Astrologie die Zukunft zu kennen. Die zugrundeliegende Weltsicht war bei Berossos streng deterministisch und mit der Überzeugung verbunden, dass alle Ereignisse sich nach 432.000 Jahren wiederholen. Ptolemaios dagegen, und mit ihm die meisten späteren Astrologen, vertrat den abgemilderten Determinismus der stoischen Philosophie, aus dessen Sicht die Astrologie sogar zu einem Instrument der Befreiung wurde: Weiß ich, was wahrscheinlich eintreten wird, dann kann ich versuchen, es zu vermeiden.

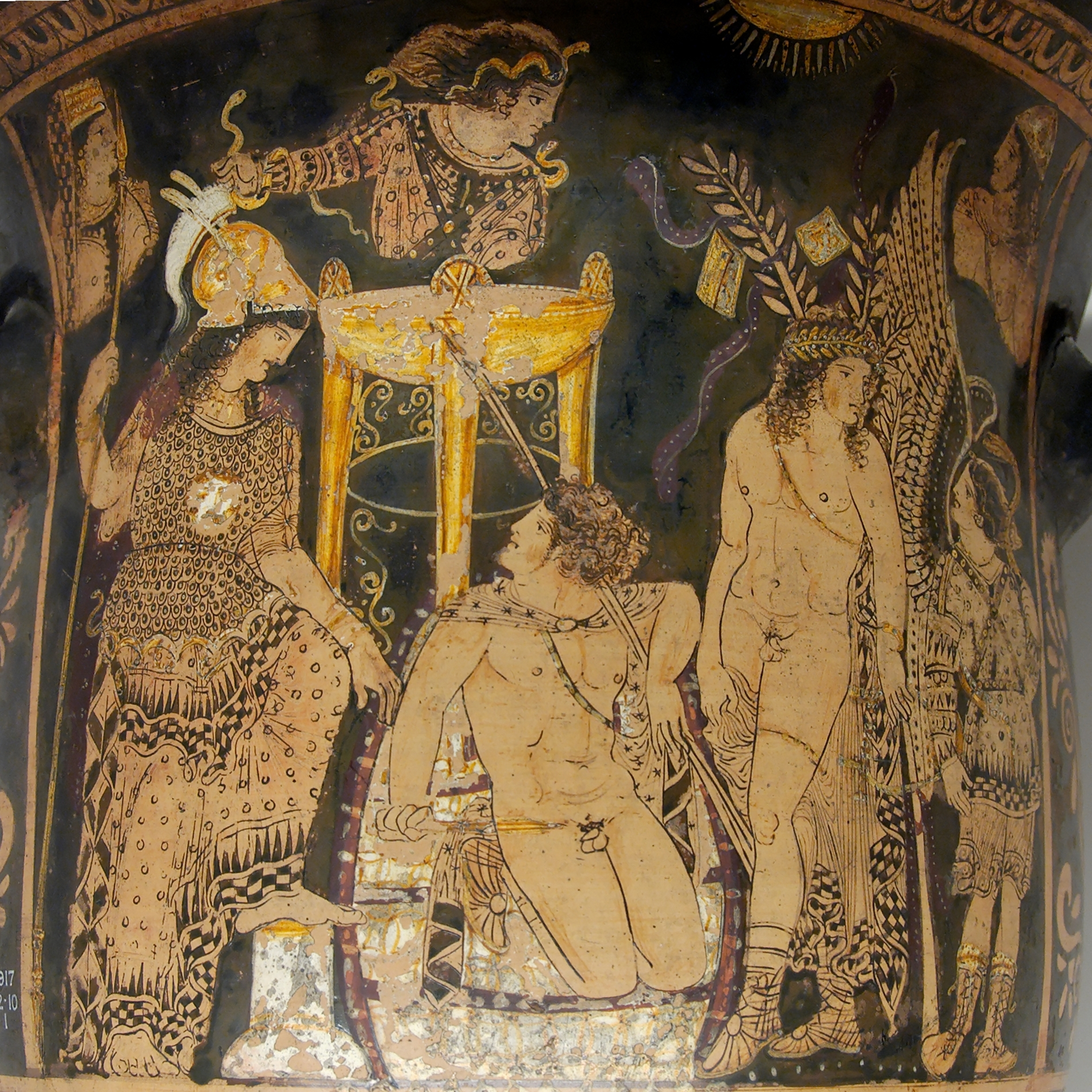
Orest und das delphische Orakel auf einem von Python verzierten paestanisch-rotfigurigen Kelchkrater (um 350 v. Chr.).

Der einflussreichste Befürworter des Wahrsagens war Platon, der sogar angab, welches Organ diese Fähigkeit ermögliche, nämlich die Leber (Timaios, 72). Die Seherkraft sei uns von den Göttern verliehen worden, um die Unzulänglichkeit des Verstandes zu mildern, und sie könne am ehesten dann zum Zuge kommen, wenn letzterer geschwächt ist oder schläft. Daher habe z. B. das Orakel zu Delphi „im Wahnsinn“ viel Hilfreiches von sich gegeben, „bei Verstande aber Kümmerliches oder gar nichts“ (Phaidros). Platons Ansichten, die wie bei Berossos eine ewige Wiederkehr in sehr langen Zeitabständen zugrunde legten, wurden bis in die ersten nachchristlichen Jahrhunderte hinein von heidnischen Philosophen fortentwickelt, so durch Plotin, Iamblichos und Porphyrios. Ähnlich war auch die Auffassung des Aristoteles und der Pythagoreer sowie einflussreicher Dichter wie Hesiod, Homer, Sophokles und Aischylos, wobei Aristoteles allerdings ebenso wie Platon die meisten Seher als Scharlatane bezeichnete und nur bei besonders begabten Personen eine echte Wahrsagung anerkannte. Platon forderte aus diesem Grund übrigens, dass der Staat das Sehertum monopolistisch kontrollieren solle. Grundsätzliche Befürworter des Wahrsagens waren außerdem die Stoiker.
Dem standen jedoch zahlreiche Gegner gegenüber, von denen die Kyniker und die Skeptiker die entschiedensten waren. Da sie schon eine wirkliche Kenntnis der Gegenwart nicht für möglich hielten, war für sie die Behauptung, die Zukunft zu kennen, erst recht lächerlicher Wahnsinn, und für die Dummen, die sich auf diese Weise manipulieren ließen, hatten sie nur Sarkasmen übrig. So argumentierte der Skeptiker Karneades im 2. Jh. v. Chr., das menschliche Handeln sei nicht vorhersehbar, und daher könnten diesbezügliche Voraussagen allenfalls zufällig stimmen. Wäre die Zukunft hingegen notwendig vorherbestimmt, dann wäre die Voraussage unnütz, ja sogar schädlich. Insbesondere die Astrologie bezeichnete Karneades als Betrug, denn Zwillinge haben identische Horoskope und doch ganz verschiedene Schicksale, während umgekehrt bei einer Schlacht viele Menschen gleichzeitig sterben, obwohl sie ganz verschiedene Horoskope haben. Noch weiter ging der Kyniker Oinomaos von Gadara in seiner Streitschrift Die Gaukelei der Scharlatane, wo er das Orakel von Delphi für den Tod zahlloser Menschen verantwortlich machte, die durch das arglistige Gehabe der delphischen „Magier“ mit falschen Ratschlägen ins Verderben geschickt worden seien. Ähnlich hatte schon im späten 5. Jh. v. Chr. der Historiker Thukydides in Der peloponnesische Krieg aufgezeigt, wie die Wahrsagung in der Politik anstelle rationaler Argumente als Werkzeug zur Manipulation der leichtgläubigen Öffentlichkeit eingesetzt wurde, und deshalb grundsätzlich davor gewarnt, aus Aberglaube auf derartigen Betrug hereinzufallen. Grundsätzliche Gegner der Wahrsagung waren neben den Skeptikern und Kynikern auch die Epikureer. In den damaligen Komödien machte man sich über die Seher lustig, wobei sich Aristophanes durch besonders bissige Karikaturen hervortat, und die Handbücher der Rhetorik empfahlen, Beweisführungen stets mit ein paar geeigneten Orakeln zu untermauern.
In der griechischen Kultur wurde erstmals überhaupt ernsthaft über den Begriff und die Problematik der Vorhersage nachgedacht, und alle nur denkbaren Antworten auf damit zusammenhängende Fragen wurden – so jedenfalls Minois – bereits in jener Zeit formuliert. Als Ersatz für die zunehmend zweifelhaft werdenden Orakel und sonstigen Prophezeiungen trat spätestens im 5. vorchristlichen Jahrhundert eine neue Form der Vorhersage auf, die Utopie.

## Römische Antike
Im Unterschied zu den Griechen kümmerten sich die Latiner nur um die Gegenwart und die unmittelbare Zukunft, und im Hinblick auf letztere ging es ihnen nicht um Erkenntnis, sondern um die rein praktische Frage, wie sie sich für ihre Vorhaben des guten Willens der Götter versichern konnten. Es gab unter ihnen nur wenige Propheten und Seher und sehr wenige Orakel. Man war nicht primär daran interessiert, die Meinung der Götter in Erfahrung zu bringen, sondern diese, wenn nötig, zu beeinflussen. Selbst wenn die Götter durch drastische Vorzeichen wie Sonnenfinsternisse oder Blitze aus heiterem Himmel offenbar ihren Zorn zum Ausdruck brachten, versuchten die Römer nicht, diese zu deuten, sondern konzentrierten sich darauf, die der Situation entsprechende Sühnezeremonie (procuratio) zu finden und durch diese den göttlichen Zorn zu annullieren – ein Vorgang von juristischer Strenge und Verbindlichkeit, auch für den beteiligten Gott. Daher hatte das Wahrsagen im antiken Rom traditionell einen magischen Charakter und lief darauf hinaus, die Götter auszuschalten und den Menschen allein über seine Zukunft entscheiden zu lassen.

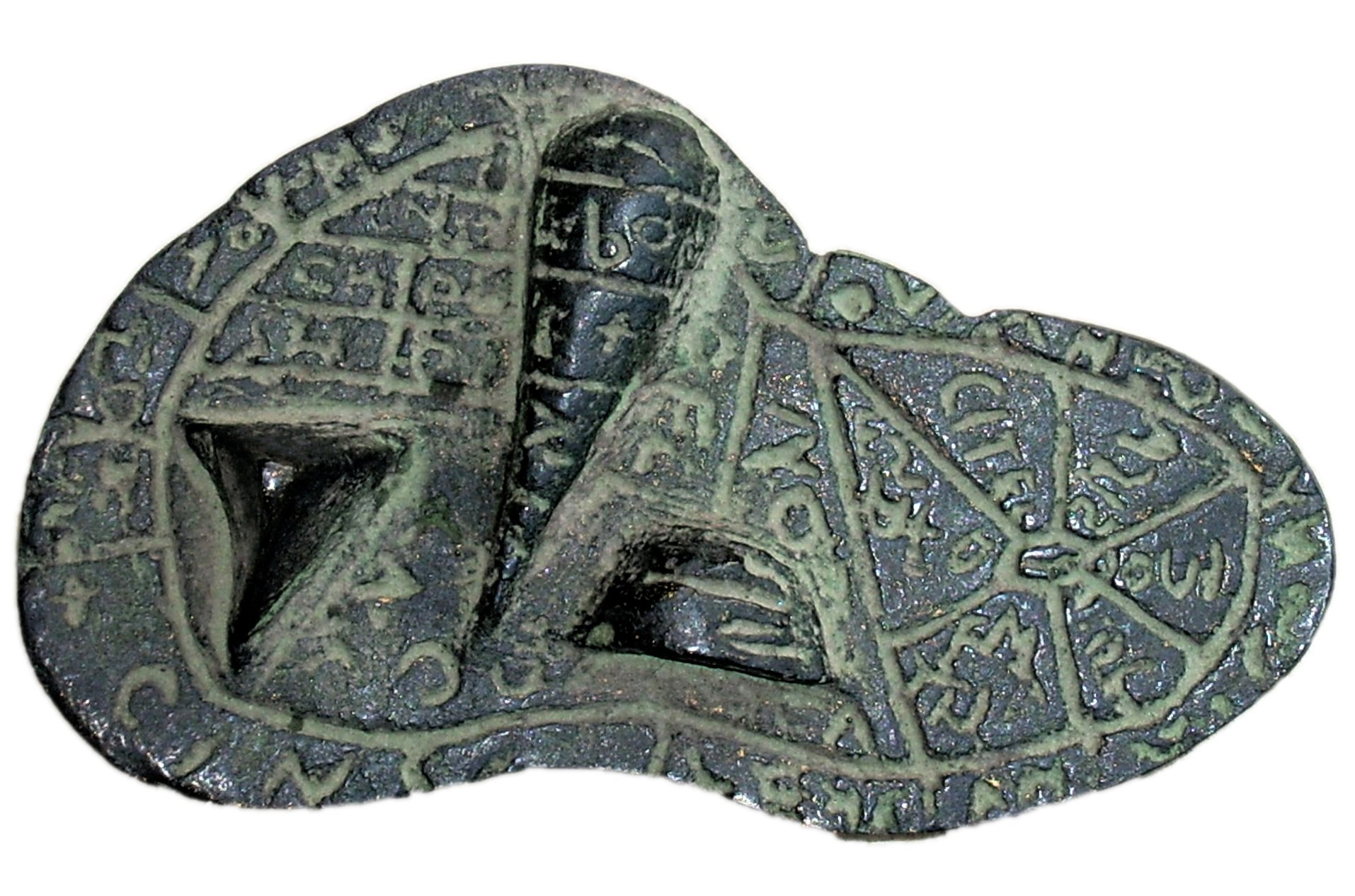
Etruskische Bronzeleber, Modell für die Eingeweideschau

Nach dem Kontakt mit den griechischen Orakeln verbreitete sich jedoch auch unter den Römern ein Interesse an der wirklichen Weissagung. Eine besondere Bedeutung erlangten dabei die Haruspizes (Spezialisten der Eingeweideschau) unter den benachbarten Etruskern, die man schon in früheren Zeiten gelegentlich zu Rate gezogen, aber grundsätzlich mit Argwohn betrachtet hatte. Nun hielt sich bald jeder reiche und mächtige Römer seinen eigenen Haruspex, wobei jedoch die prinzipielle magische Ausrichtung erhalten blieb. Da in Etrurien selbst die einst hochentwickelte Wahrsagekunst nach der Eingliederung in das römische Reich verfiel, stand das Haruspizium schließlich ganz in den Diensten der römischen Aristokratie, während das Volk die zahlreichen neuen Divinationsmethoden aus den eroberten Gebieten für sich entdeckte. Der Senat war durch diese Entwicklung beunruhigt und begann gegen Ende des 3. Jahrhunderts v. Chr., die Wahrsagerei zu bekämpfen bzw. sie in seine eigenen Dienste zu stellen.
Der sich verbreitende Glaube an das Wahrsagen machte dieses zu einem außergewöhnlichen Machtinstrument. So war es folgerichtig, dass Augustus, der Begründer des römischen Kaisertums, sie unter seine Kontrolle zu bringen versuchte und ihre Ausübung in privatem Interesse weitgehend verbot. Alle in Rom auffindbaren Orakelbücher wurden verbrannt oder für des Kaisers persönlichen Gebrauch verwahrt (12 n. Chr.). Wegen der großen Popularität der Seher erhielten jedoch einige von ihnen eine offizielle Zulassung, verbunden mit den Auflagen, nur noch öffentlich tätig zu werden und keine Todesfälle mehr vorherzusagen. Unter Tiberius wurde unerlaubtes Wahrsagen zu einem schweren Verstoß, der mit dem Tod geahndet werden konnte. Alle Astrologen wurden aus Italien verbannt oder hingerichtet. Einen weiteren bedeutenden Schritt machte Kaiser Claudius im Jahre 47 n. Chr., indem er die noch verbliebenen Haruspizes zu einem offiziellen staatlichen Kollegium zusammenfasste. Diese Bemühungen, jegliche Divination in den Dienst des Kaisers zu stellen und ihre private Ausübung zu unterbinden, blieben eine Konstante kaiserlicher Politik. Tatsächlich war der Aufschwung des Wahrsagens in jenen ersten nachchristlichen Jahrhunderten jedoch unaufhaltsam, trotz aller Verbote und drakonischen Strafen, zumal die Kaiser selbst den Weissagungen eine große Bedeutung beimaßen und lediglich sicherstellen wollten, dass nur sie selbst davon profitieren konnten.
Während sich im einfachen Volk der Glaube an alle Arten des Wahrsagens verbreitete, standen ihm die Philosophen und Dichter eher abweisend gegenüber. Der fatalistische Determinismus, dem die meisten von ihnen anhingen, ließ zwar eine Vorhersage künftiger Ereignisse prinzipiell möglich erscheinen, aber einen praktischen Nutzen sahen sie darin nicht. Lediglich als Instrument der Politik und zur Manipulation der Moral der größtenteils abergläubischen Legionäre wurde unter strenger Kontrolle stehendes Wahrsagen als sinnvoll angesehen. Die umfassendste Zusammenstellung aller Kritikpunkte gegen die Wahrsagung legte Mitte des letzten vorchristlichen Jahrhunderts Marcus Tullius Cicero in seinem Spätwerk De Divinatione vor, worin er sämtliche Argumente für die Wahrsagung aufführte und diese dann widerlegte. Ein grundsätzlicher Einwand, den Cicero vorbrachte, war, dass es für jeden Lebensbereich Fachleute gibt, die besser Bescheid wissen als die Seher, und dass die Wahrsager nichts von den Ursachen der Ereignisse wissen, also in diesem Sinne nichts voraussagen können. Hinsichtlich der zahlreichen Naturerscheinungen, die als Vorzeichen gedeutet wurden, machte Cicero geltend, dass man über sie nur staunen könne, so lange man ihre Ursachen nicht kenne. Ebenso lächerlich sei die Vorstellung, die Götter gäben den Eingeweiden eines Opfertiers zum Zeitpunkt der Opferung ein bestimmtes Aussehen, um den Menschen dadurch etwas mitzuteilen, oder sie würden uns im Traum undeutliche Botschaften schicken, anstatt sich deutlich auszusprechen. Überhaupt sei es eine unbewiesene Behauptung, dass es Götter gibt, welche die Zukunft kennen und uns an diesem Wissen teilhaben lassen. Die Voraussagen der Astrologen würden täglich so offenkundig von der Wirklichkeit widerlegt, dass das Vertrauen, das so viele ihnen immer noch entgegenbrachten, höchst merkwürdig sei. Und grundsätzlich sei die Wahrsagung mit dem Widerspruch behaftet, dass man nur vorherbestimmte Ereignisse vorhersagen könne, dass aber die Vorhersage nur dann nützlich sei, wenn das Ereignis nicht vorherbestimmt wäre. Daher sei „die Unkenntnis künftigen Unheils gewiss von größerem Nutzen als ein entsprechendes Wissen.“ Cicero kam zu dem unwiderruflichen Schluss, dass Wahrsagung nichts als Betrug und Aberglaube ist.
Mit der Bekehrung der ersten Kaiser zum Christentum blieb schließlich die christliche Prophetie, die direkte Inspiration durch den einen Gott, als einzige legitime Sicht der Zukunft übrig; alles andere wurde nun als Aberglaube und Betrug verdammt. Da aus dieser Sicht die rein irdische Zukunft keine Bedeutung mehr hatte und diese Welt ohnehin nicht mehr lange bestehen würde, verschob sich der Schwerpunkt der Ankündigungen von politischen und militärischen Ereignissen auf solche globalen, ja kosmischen Ausmaßes: den Antichrist, die Wiederkehr Christi und das Ende der Welt. Vor diesem Hintergrund nahm der Kampf gegen „weltliches“ Wahrsagen (an deren Wirksamkeit auch die ersten christlichen Kaiser durchaus noch glaubten) eine neue Dimension an: sie gehörte nun zu den Resten heidnischen Aberglaubens, die es auszurotten galt. Die Orakelstätten wurden zerstört, Bücher mit heidnischen Prophezeiungen wurden verbrannt, das Haruspizium wurde mit Folter und Tod bestraft. Die alten Götter sollten zum Schweigen gebracht werden. Und an die Stelle des Kaisers, der bislang die Kontrolle über die Weissagung für sich beansprucht hatte, trat schließlich die Kirche.
Näher betrachtet, war die Auseinandersetzung der Kirchenväter mit heidnischem Wahrsagen komplex und nicht frei von Widersprüchen. Die Schwierigkeiten bestanden vor allem darin, dass sie Gott eine Kenntnis der Zukunft zusprachen, aber zugleich den traditionellen Schicksalsglauben ablehnten, und dass sie ihren eigenen Glauben auf Prophetie gründeten, aber zugleich jede heidnische Vorhersage verwarfen. Das erste dieser beiden Probleme löste Justin im 2. Jahrhundert, indem er die Unterscheidung zwischen Vorherwissen und Verhängnis einführte. Obwohl Gott die Zukunft kenne und durch die Propheten verkünde, seien diese Verkündigungen darauf angelegt, die Menschen zur Besinnung aufzurufen und nicht einem unabänderlichen Schicksal zu unterwerfen. Bezüglich des zweiten Problems führte Gregor von Nyssa im 4. Jahrhundert das entscheidende Argument ein, dass heidnische Seher und Astrologen nicht nur Scharlatane und Betrüger seien, sondern manchmal auch vom Teufel inspiriert seien und dann zutreffende Vorhersagen machen könnten, wodurch sie die Menschen jedoch ins Verderben führten. Aus diesem Grund wurde namentlich die Astrologie verurteilt, denn sie enthüllte die Zukunft, deren Kenntnis nur Gott zustand.

## Mittelalter
Als prophetische Religion, die ein baldiges Ende der Welt verkündete, entfachte das Christentum ein verstärktes Interesse am Jenseits und an der Zukunft, und daher stieg die Nachfrage nach Sehern, Astrologen, Wahrsagern und Propheten ungeachtet der Verbote. In der Merowingerzeit waren, wie Gregor von Tours in seiner Fränkischen Geschichte Ende des 6. Jahrhunderts schilderte, Weissagungen allgegenwärtig, und man unternahm nichts Wichtiges, ohne sich zuvor auf irgendeine Weise über den Ausgang zu informieren. Dabei nahm man gleichermaßen die heiligen Texte wie auch die Dienste von Hexen in Anspruch, und selbst die Bischöfe (wie Gregor) schenkten den meisten dieser Vorhersagen Glauben, obgleich sie andererseits die zahlreichen „falschen Propheten“ beklagten, von denen manche sich gar als Christus oder als Heiliger Geist bezeichneten. Eine auch innerhalb des Klerus übliche Methode war das zufällige Aufschlagen von Büchern (Bibelstechen), verbunden mit der rituellen Anrufung Gottes. Zahlreichen Vorzeichen sowie Träumen maß man große Bedeutung bei, und in aller Regel kündigten sie Katastrophen an und lösten Angst, ja mitunter sogar Panik aus. Dabei konzentrierte sich die Aufmerksamkeit auf weltliche Dinge, während etwa die Prophezeiung des Antichrist anscheinend wenig Beachtung fand. Die für falsche Propheten vorgesehenen Strafen waren schwer, doch war die Grenze zwischen göttlicher und teuflischer Prophetie „überaus fließend“ (Minois), und in der Praxis wurde die Unterdrückung anscheinend eher zurückhaltend betrieben.
Das frühe Mittelalter praktizierte, wie Minois schreibt, „einen spontanen Synkretismus der verschiedenen prophetischen Traditionen. Völlig kritiklos werden alle irgendwie nützlichen Vorhersagen verwertet, andere frei erfunden und akzeptiert. Nachdem die christlichen Autoritäten die Tore der Zukunft geöffnet haben, als sie das Prinzip einer möglichen Kenntnis der Zukunft durch die Vermittlung des Heiligen Geistes oder Satans einräumten, ist die Masse der auf beruhigende Gewissheiten erpichten Gläubigen bereit, jede Ankündigung zu akzeptieren, die es erlaubt, sich an einen festen Punkt in der Zukunft zu klammern.“ Dabei stammten die meisten Vorhersagen aus dem Schoß des Klerus selbst. Hingegen wurden andere, nicht-prophetische Divinationspraktiken, also Wahrsagung im engeren Wortsinn sowie teilweise auch die Astrologie, abgelehnt.
Erst im 11. und 12. Jahrhundert erfolgte ein Umschwung. Nach Jahrhunderten relativer intellektueller Stagnation kam es zu einer spektakulären geistigen Erneuerung, u. a. gefördert durch die Wiederentdeckung antiker philosophischer Schriften, die im arabischen Kulturkreis aufbewahrt worden waren. Zugleich festigte sich die Autorität des römischen Pontifikats, das nun über die Macht und über das geistige Rüstzeug verfügte, um den Zugang zur Zukunft besser zu kontrollieren und die Arten ihrer Bekanntgabe zu regeln. Hinzu kam die zunehmende Bedrohung der bestehenden feudalen und theokratischen Ordnung durch neu aufkommende sozioreligiöse Häresien, die sich oft auf Prophezeiungen beriefen. In dieser Situation verwandelte sich das Christentum von einer bislang prophetischen Religion in eine institutionelle, die den Zugang zur Zukunft zu monopolisieren versuchte. Freies Prophetentum stand nun im Verdacht des Aufruhrs, und die Vorhersage war allgemein zur Streitsache geworden. Angesichts der Bedrohung ihrer Autorität durch unkontrollierte Propheten wie Joachim von Fiore, die sogar den Untergang der Kirche vorhersagten, beanspruchte diese schließlich das alleinige Recht, göttlich inspirierte wahre Propheten von Handlangern des Teufels und Scharlatanen zu unterscheiden. Die Zahl der anerkannten Propheten wurde erheblich reduziert, und die Thematik der Prophezeiungen wurde weitgehend auf das Jüngste Gericht und dessen Umfeld beschränkt.
Durch die zahlreichen Übersetzungen antiker Schriften wurde jedoch auch das Interesse an der Astrologie wieder entfacht, die daher im 12. und 13. Jahrhundert eine Renaissance erlebte. In ihrem Gefolge tauchten auch andere heidnische Wahrsagepraktiken wie das Losorakel und die Geomantie wieder auf. Aus Sicht der Theologen war das jedoch überwiegend Aberglaube und Teufelswerk. Im Falle der Astrologie machten die Scholastiker des 13. Jahrhunderts allerdings einen Unterschied zwischen der „natürlichen“ Astrologie, die sich mit dem weithin anerkannten Einfluss der Sterne auf die Gezeiten, das Wetter, Erdbeben, Krankheiten und andere physikalische und chemische Vorgänge beschäftigte, und der „abergläubischen“ Astrologie, die auch Aussagen über die Handlungen der Menschen machte. Erstere wurde von namhaften Theologen wie Robert Grosseteste, Bischof von Lincoln, in ihrer Anwendung in Alchemie, Medizin und Meteorologie gutgeheißen, während letztere als problematisch bis unstatthaft angesehen wurde, weil sie dem von Gott gewollten freien Willen des Menschen zuwiderläuft. Einer der bedeutendsten Scholastiker, der Dominikaner Albertus Magnus, stand jedoch auch der auf den Menschen bezogenen Astrologie ausgesprochen positiv gegenüber, was er damit begründete, dass die menschliche Seele zwar ursprünglich nicht dem Einfluss der Sterne unterliege, aber in diesen gerate, sobald sie sich den „Neigungen des Fleisches“ hingebe, wie es bei den meisten Menschen der Fall sei. Unter dieser Voraussetzung bezeichnete er es als unvernünftig und der Freiheit abträglich, vor wichtigen Unternehmungen auf die Befragung eines Astrologen zu verzichten. Ähnlich war auch die Auffassung des Franziskaners Roger Bacon, des entschiedensten Befürworters der Astrologie innerhalb der Christenheit, der sie sogar als wertvolles Mittel zur Bekehrung der Ungläubigen dem Papst empfahl. Bei Bacon wurde die widersprüchliche Haltung der Kirche besonders deutlich: Sein Hauptwerk Opus maius, in dem er neben vielen sehr modernen Ideen die Astrologie in höchsten Tönen pries, entstand im Auftrag des Papstes Clemens IV.; Jahre später wurde er von Étienne Tempier, Bischof von Paris und der schärfste Gegner der Astrologie in jener Zeit, wegen seiner Lehren verurteilt und inhaftiert. Insgesamt zeigte die ablehnende Haltung der Scholastiker gegenüber den Praktiken der Astrologen und des sonstigen Sehertums jedenfalls wenig Wirkung. Posthum fanden sie sich zwar in Dantes Göttlicher Komödie allesamt in der Hölle wieder, zu Lebzeiten aber erfreuten sie sich zumeist großer Beliebtheit.
Für das 14. und 15. Jahrhundert, eine Zeit der Katastrophen und Umwälzungen, konstatiert Minois eine Inflation und Banalisierung der Vorhersagen. An die Stelle des Rationalismus der Scholastik trat die nominalistische Trennung von Glauben und Vernunft, verbunden mit einer Geringschätzung der letzteren und einer Bevorzugung des Irrationalen und Okkulten. Die meisten Vorhersagen, gleich ob prophetisch-inspirierter oder astrologisch-„wissenschaftlicher“ Art, betrafen Katastrophen bis hin zum baldigen Ende der Welt, wobei es durchaus üblich war, die Vorhersage erst nach dem betreffenden Ereignis zu erfinden und zurückzudatieren. Der verbreiteten Bereitschaft, selbst den widersprüchlichsten Vorhersagen Glauben zu schenken, entsprach auf der anderen Seite die Gepflogenheit, manipulierte Weissagungen für politische Zwecke zu gebrauchen. Im Volk waren derweilen die Deutung des Vogelflugs als Vorzeichen für Krankheiten, Ernten und Wetter, das Pendeln und das Handlesen gebräuchlich.

## Neuzeit

### Zeit der Renaissance

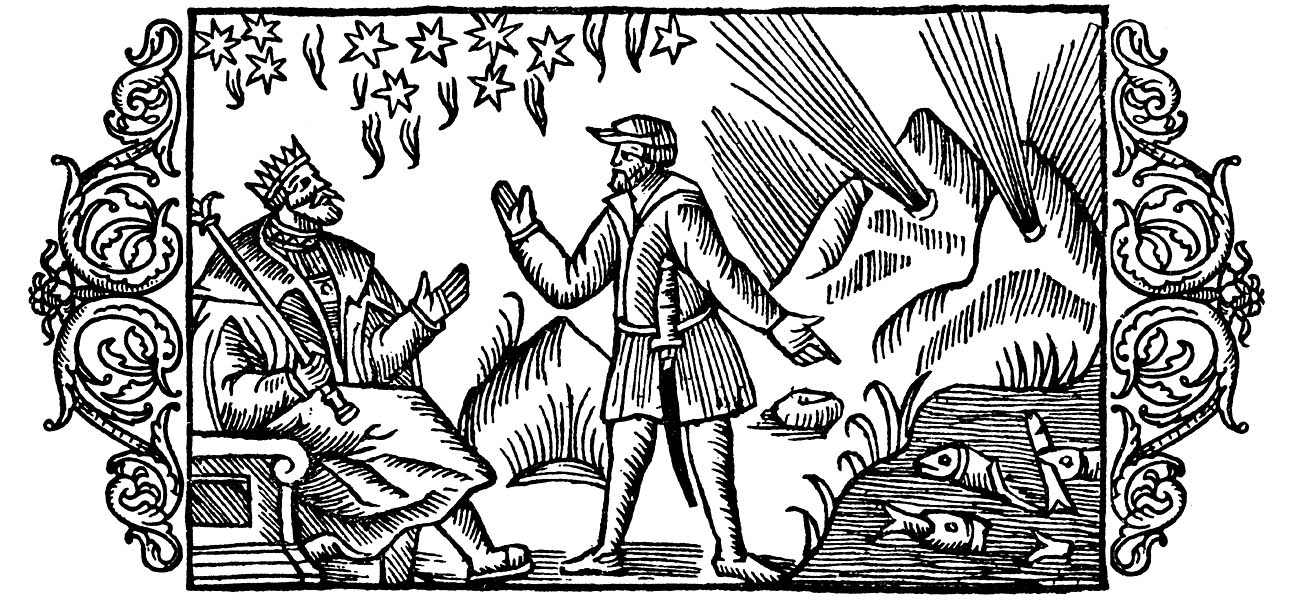
Darstellung verschiedener Wahrsagungsformen bei Olaus Magnus (16. Jh.)

Angesichts der Missbräuche und der damit verbundenen Gefahr gesellschaftlicher Umstürze breitete sich ab dem 15. Jahrhundert in der intellektuellen Elite eine gewisse Skepsis gegenüber der inspirierten Weissagung aus, und man setzte vermehrt Hoffnungen in die als sicherer und wissenschaftlicher angesehene Astrologie. Sie wurde bald zu einem „unerlässlichen Ratgeber der begüterten Kreise“ (Minois), während sich im gemeinen Volk einfachere Spielarten des Wahrsagens zunehmender Beliebtheit erfreuten. Die Praktiken des volkstümlichen Wahrsagens waren in der frühen Neuzeit überaus zahlreich und reichten vom Handlesen über die numerologische Deutung des Geburtsdatums und des Namens, das Kartenlegen und Würfeln bis hin zum Bibelstechen. Allgemein verbreitet, auch unter Gebildeten, war der Glaube an die Bedeutung von Warnträumen und äußeren Vorzeichen wie Erdbeben und Kometen, wobei letztere ganz besonders gefürchtet waren. Zur Unterrichtung in den mantischen Künsten waren viele Handbücher im Umlauf.
Wegen der damit verbundenen Gefahren für die Dogmen, die Moral und die Gesellschaftsordnung wurden zwar vermehrt Verbote erlassen; da jedoch auch Könige und Päpste Weissagungen für ihre Zwecke einsetzten, zeigten die Verbote kaum eine Wirkung. In der intellektuellen und politischen Elite setzte sich etwa in der Mitte des 16. Jahrhunderts die Astrologie als Ersatz für die religiöse Prophetie weitgehend durch, und in der Folgezeit wurde sie auch im Volk gebräuchlich. Dabei spielten die gedruckten Almanache, die für jeweils ein Jahr neben den astronomischen Ereignissen wie Finsternissen und Konjunktionen auch astrologische Vorhersagen jeglicher Art aufführten, eine bedeutende Rolle. Auch die eher prophetischen Vorhersagen von Nostradamus, Paracelsus und Anderen fanden große Beachtung. Grundsätzliche Zweifel an der Möglichkeit, die Zukunft zu kennen, äußerten dagegen nur Wenige wie etwa Michel de Montaigne.

### 17. Jahrhundert
Erst im 17. Jahrhundert begann die moderne Wissenschaft sich zu einer Bedrohung für die mantischen Disziplinen zu entwickeln. Francis Bacon wendete sich grundsätzlich gegen Prophezeiungen und gegen die Wahrsagung auf der Grundlage von Entsprechungen. Die Astrologie hielt er allerdings für teilweise berechtigt und reformierbar. Zwar schloss er aus, dass sie Aussagen über menschliche Individuen machen könne, aber bezüglich des Wetters, des Auftretens von Seuchen, Kriegen usw. hielt er astrologische Vorhersagen für möglich. Die Astronomen Johannes Kepler und Galileo Galilei praktizierten die Astrologie sogar selber, Robert Boyle versuchte in seiner Optik den Einfluss der Sterne auf den Menschen zu erklären, und auch Isaac Newton stand der Astrologie lange aufgeschlossen gegenüber. So blieb die Haltung der intellektuellen Elite gegenüber dieser altehrwürdigen Wissenschaft bis gegen Ende des Jahrhunderts vorsichtig und zwiespältig, und entschiedene Gegner wie etwa Pierre Gassendi waren die Ausnahme.

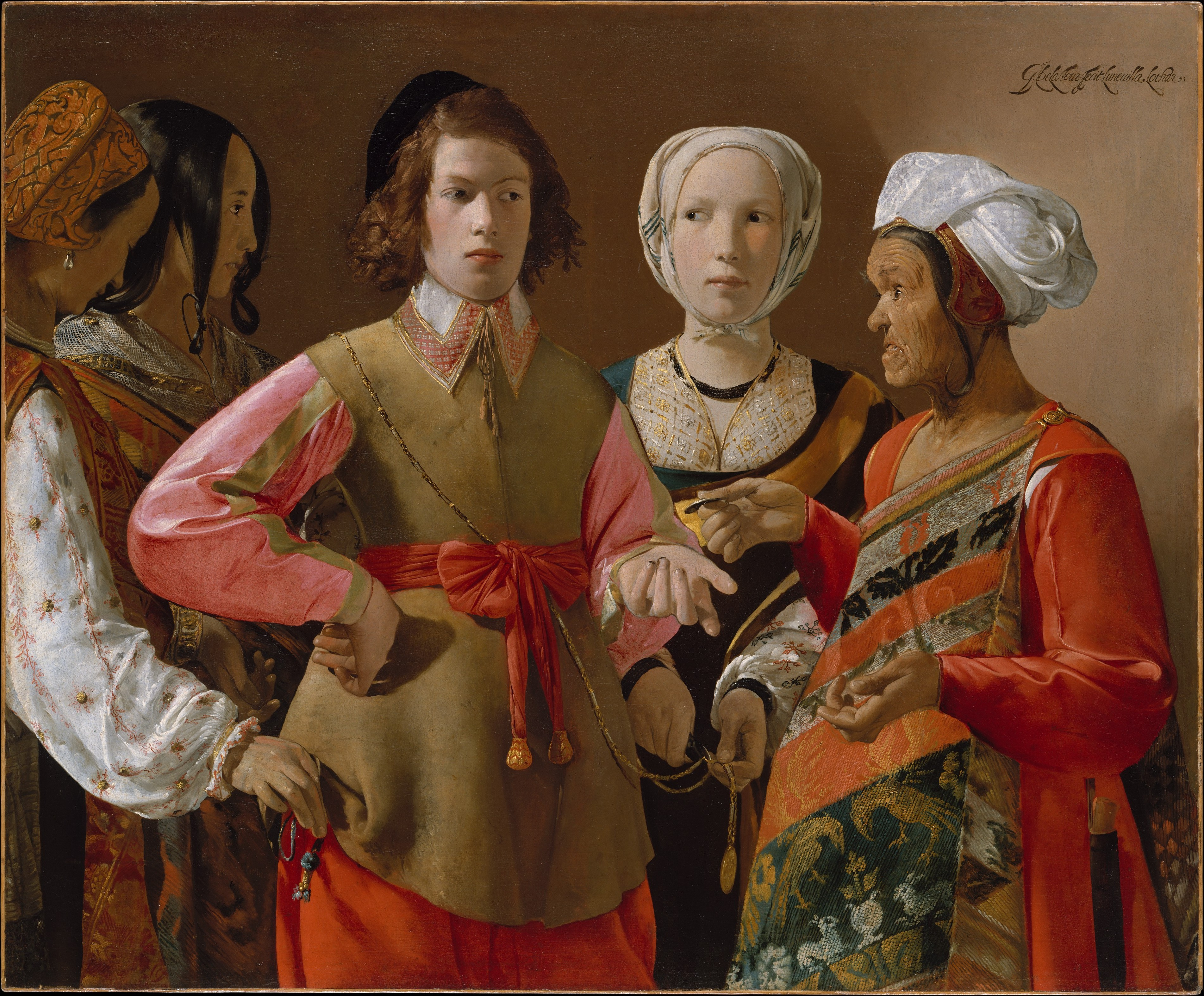
Georges de la Tour, Die Wahrsagerin, um 1635

Noch immer waren, wie Minois schreibt, „alle Gesellschaftsschichten [...] begierig, die Zukunft zu kennen. Mehr denn je wendet sich das Volk an die Wahrsagerinnen, die in der ersten Hälfte des Jahrhunderts den Künstlern eines ihrer Lieblingsthemen liefern. Zahllose Maler und Kupferstecher haben die Szene dargestellt: Georges de la Tour, Caravaggio [...] und viele andere. Auf diesen Bildern ist meist eine Zigeunerin oder »Ägypterin« zu sehen, die die Handlinien deutet oder ein auf die flache Hand gelegtes Geldstück verwendet. Die Szene gibt Gelegenheit, die Eitelkeit und Leichtgläubigkeit der Ratsuchenden ins Licht zu rücken, meist kostbar gekleideter junger Männer und Frauen; die Komparsen der Wahrsagerin nutzen die Ablenkung aus, um ihnen die Taschen zu leeren.“ Mit etwas anspruchsvolleren Anliegen wendete man sich an einen Astrologen, von denen es in der Mitte des Jahrhunderts allein in Paris etwa 400 gab, also einen auf etwa 100 Einwohner.
Bei den weiterhin populären Almanachen ist allerdings ab der Mitte des 17. Jahrhunderts ein deutlicher Rückgang und eine thematische Verschiebung zu verzeichnen, die nach Minois „ohne allen Zweifel“ auf die massive und beharrliche Kampagne der Kirchen gegen astrologische Vorhersagen und auf die sich häufenden Verbote speziell der judiziarischen, d. h. die Politik betreffenden Vorhersagen zurückzuführen ist. Im Kontrast zu ihren weiterhin sensationsheischenden Titeln wurden die Aussagen der Almanache vorsichtiger, ja vielfach geradezu banal, und sie wurden vorsorglich als bloßer Zeitvertreib deklariert. Der Anteil astrologischer Vorhersagen in diesen Jahrbüchern ging erheblich zurück, derjenige der Judiziarastrologie sogar dramatisch.
Besonders rigoros war das Verbot und die Verfolgung jeglicher judiziarischen Divination im Zuge der Restauration der Monarchie in England ab 1660. Neu herauskommende Almanache und sonstige Bücher wurden diesbezüglich streng zensiert, und auch renommierte Astrologen wie William Lilly wurden bei Verstößen inhaftiert. Die Astrologie war schon aufgrund der Rolle, die ihre führenden Repräsentanten im vorangegangenen parlamentarischen Commonwealth gespielt hatten, sehr in Misskredit geraten. Hinzu kam nun aber eine sich in der intellektuellen Elite ausbreitende Neigung zum Skeptizismus und Rationalismus, wobei sich John Flamsteed und Jonathan Swift als Kritiker und Spötter der Astrologie besonders hervortaten. Waren noch im 16. Jahrhundert an den Universitäten von Oxford und Cambridge die Astrologie-Gegner seltene Ausnahmen gewesen, so wurde in der 1662 gegründeten Royal Society bald klargestellt, dass die Astrologie keinesfalls mehr zu den Wissenschaften zu zählen sei. Damit waren sich nun Wissenschaft, Kirche und Politik in ihrer Ablehnung einig.

### Aufklärung

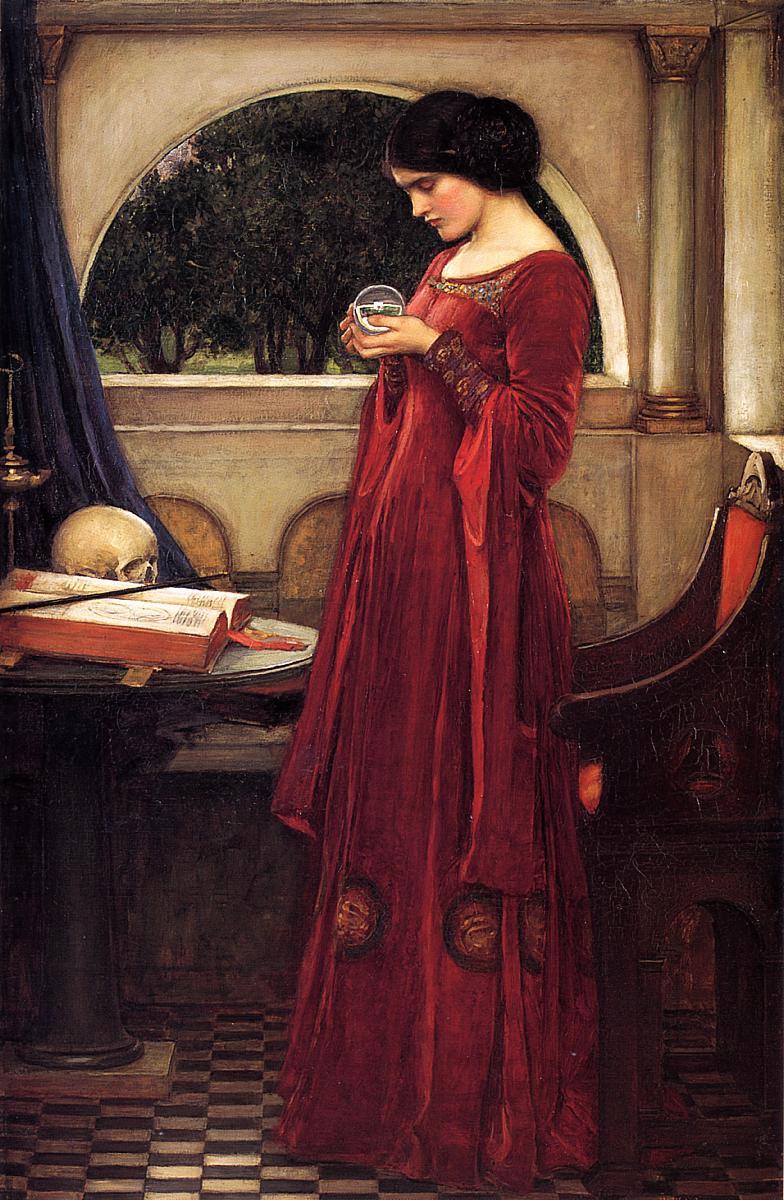
J.P. Waterhouse: Wahrsagerin mit Kristallkugel, 1903.

In den folgenden Jahrzehnten gewann die aufgeklärt-skeptische Haltung auch auf dem Kontinent an Gewicht, insbesondere in Frankreich, wo Bernard le Bovier de Fontenelle, Molière und Jean de La Fontaine zu den Kritikern und Spöttern zählten, und im 18. Jahrhundert war die Wahrsagung im Wesentlichen nur noch eine Angelegenheit des einfachen Volkes, das weiterhin massenhaft die Almanache kaufte und Astrologen und Wahrsager konsultierte, während diese Dinge für Gebildete allenfalls noch zur Belustigung taugten. Mit der wachsenden Bedeutung der wenig gebildeten Mittelschicht im Zuge der von der Französischen Revolution ausgehenden Demokratisierung nahm jedoch auch die Bedeutung der volkstümlichen Wahrsagung zu, die daher im 19. Jahrhundert eine Blütezeit erlebte. Dazu trug auch die allgemeine Liberalisierung und der schwindende Einfluss der Kirchen bei, während sich losgelöst von den religiösen Konfessionen erneut ein Hang zum Spirituellen ausbreitete, der jetzt mehr dem Okkulten zuneigte. In aufgeklärt-skeptischen Kreisen wurden die Praktiken der Wahrsager und der Aberglaube ihrer Kunden zwar verachtet und verspottet, aber zugleich als ungefährlich eingestuft. So erlangte die zuvor in sozialen Randgruppen wie den Zigeunern beheimatete Wahrsagung nun den Status eines anerkannten Berufs, dessen Kundschaft hauptsächlich aus dem Milieu der Beamten, Kaufleute und Angestellten kam, daneben aber auch vornehme Kreise bis hin zum Adel umfasste, wobei letztere solche Dienste allerdings zumeist nur heimlich in Anspruch nahmen, weil sie sich sonst der Lächerlichkeit preisgegeben hätten. Ausgeübt wurde dieser Beruf überwiegend von alleinstehenden Frauen, für die er eine der wenigen Möglichkeiten war, unabhängig zu Ansehen und Wohlstand zu kommen, und auch die Kundschaft war vorwiegend weiblich. Als populärste Form der Wahrsagung etablierte sich in dieser Zeit das Kartenlegen. Um 1850 kam als neues Utensil die Kristallkugel hinzu, und die Vorhersage mit dem magnetischen Somnambulismus kam in Mode, an den bald auch der Spiritismus anschloss.

### 20. Jahrhundert
Ungeachtet der spektakulären Entwicklung und Popularisierung der exakten Wissenschaften ließ die Popularität der volkstümlichen Wahrsagung auch im 20. Jahrhundert nicht nach. Unter den etwa 25 gebräuchlichen Methoden erlebte besonders die Astrologie einen erneuten Boom. Zu Anfang des Jahrhunderts trat in den USA die Zeitungs-Astrologie auf, um sich zwischen den Weltkriegen dann auch in Europa zu verbreiten. Neu hinzu kam die parapsychologische Präkognitionsforschung, ebenfalls ausgehend von den USA, wo 1933 an der Duke University erste derartige Experimente gemacht wurden. Ungefähr zur gleichen Zeit erlebten Wahrsageautomaten in den USA ihren Höhepunkt. Auch in Deutschland waren Geräte aufgestellt. Diese Automaten suggerieren, in der Regel gegen Geldeinwurf, die Zukunft vorhersagen zu können. Selbst heute sind diese Unterhaltungsautomaten noch zu finden. 
Wie schon in den vorangegangenen Jahrhunderten führte der Vormarsch der Wissenschaft bei gleichzeitigem Rückgang der Bedeutung der Kirchen nicht etwa zu einem Schwinden des Glaubens an das Irrationale, sondern zu dessen Neuorientierung in Richtung der Esoterik und Parapsychologie. Und nicht nur das einfache Volk hörte auf die Wahrsager und Hellseher, sondern im Geheimen auch Politiker höchsten Ranges. So konsultierte Josef Stalin regelmäßig einen georgischen Hellseher und einen polnischen Astrologen, und die Präsidenten der USA haben traditionell okkulte Berater wie etwa die Astrologin Jeane Dixon, deren Dienste Franklin D. Roosevelt regelmäßig in Anspruch nahm. Im Zweiten Weltkrieg setzte sowohl die deutsche wie auch die alliierte Propaganda astrologische Vorhersagen als psychologische Waffe ein. Minois prophezeit der volkstümlichen Wahrsagung „ganz sicherlich eine glänzende Zukunft“.